# 劳赫瓦特
劳赫瓦特是奥地利布尔根兰州居辛县的一个市镇。总面积17.51平方公里，总人口464人，人口密度26.5人/平方公里（2001年）。